# Relaciones Estados Unidos-Turquía
Las relaciones entre Estados Unidos y Turquía en el período de Segunda Guerra Mundial evolucionaron desde la Segunda Conferencia de El Cairo en diciembre de 1943 y la entrada de Turquía a la guerra del lado de los Aliados en febrero de 1945, como resultado de lo cual Turquía se convirtió en miembro de las Naciones Unidas. Grecia enfrentó dificultades después de la guerra para sofocar una rebelión comunista, junto con demandas de la Unión Soviética por bases militares en los estrechos turcos indujo a que Estados Unidos declarara la Doctrina Truman en 1947. La doctrina enunciaba las intenciones estadounidenses para garantizar la seguridad de Turquía y Grecia, por medio de ayuda militar y económica a gran escala.
Tras participar con las fuerzas de las Naciones Unidas en la guerra de Corea, Turquía se unió a la Organización del Tratado Atlántico Norte (OTAN) en 1952. La amistad de Turquía hacia Estados Unidos ha declinado marcadamente en los últimos cinco años. El declive de las relaciones entre Estados Unidos y Turquía es resultado de la instigación y acción de Estados Unidos en la Guerra de Irak. Turquía considera la Guerra de Irak como una amenaza considerable debido a que el norte de Irak funge como refugio para la que entiende como organización terrorista kurda, el Partido de los Trabajadores de Kurdistán. Además, Turquía estima que la desestabilización de Irak podría brindar un posible ímpetu a los kurdos para demandar su independencia de Turquía, Irak y otros países del Medio Oriente con poblaciones kurdas significativas.